# Fiat Mio
La Fiat FCC III, rinominata Mio, è una concept car presentata dalla casa automobilistica italiana FIAT al Salone dell'automobile di San Paolo nell'ottobre 2010. Tale vettura è stata realizzata dal centro stile Fiat di Betim, in Brasile, punto di riferimento per i veicoli Fiat per quanto riguarda il mercato sudamericano.

## Contesto
Per la progettazione della Fiat Mio è stato aperto appositamente un sito in Rete in cui venivano suggerite dagli utenti delle idee che potevano essere accolte dall'azienda. Si sono registrate oltre 17 000 persone, che hanno fornito circa 10 000 suggerimenti.
Due punti che gli utenti dovevano rispettare dovevano essere il basso costo di produzione e dimensioni contenute, oltre che a produrre, in generale, un'auto ecologica. Essa è infatti composta da materiali riciclabili e trattasi di un veicolo elettrico.

## Descrizione
Tra i diversi accessori, sulla Fiat Mio sono installati (richiesti maggiormente dai collaboratori più giovani) la connessione alla rete, il Bluetooth, un lettore MP3, un navigatore satellitare e uno schermo head-up che proietta le immagini sul parabrezza.
Gli internauti potevano anche votare lo stile della vettura tra due differenti correnti: la prima, chiamata Precision, era basata su linee semplici e funzionali, mentre la seconda, soprannominata Sense, era caratterizzata da linee più rotonde e armoniche, ispirate agli elementi della natura. Tra di essi, la corrente che ha ottenuto più voti è stata la prima. Di conseguenza la Mio è complessivamente basata sulla massima efficienza: il parabrezza si estende dal paraurti anteriore fino al lunotto per aumentare la visibilità e quindi la sicurezza. Per lo stesso motivo i montanti anteriori sono sottili; le ruote sono coperte per migliorare il carattere aerodinamico e le luci (a led) sono posizionate in modo da rendere più semplice il montaggio dei pannelli.
All'interno dell'abitacolo i sedili sono sostituiti da un unico divano, che può ospitare al massimo due persone, e i comandi sono posizionati tutti sulle due razze del volante e sintetizzati nell'uso da uno schermo tattile.